# Панин, Илья Алексеевич
Илья Алексеевич Панин (1909 — ?) — советский футболист, нападающий, тренер.
Играл за московские клубы «Трёхгорка» (1928—1930) и АМО (1931). В 1933 выступал за «Динамо» Киев. В 1934—1937 — в «Динамо» Тбилиси; в весеннем первенстве 1936 в шести играх забил один гол, в чемпионатах 1936 (осень) — 1937 провёл 7 матчей. В 1938 году провёл 8 игр за «Локомотив» Тбилиси.
Бронзовый призёр чемпионата СССР 1936 (осень). Финалист Кубка СССР 1936.
Тренер «Динамо» Тернополь (1951), «Авангард» Тернополь (1959). Старший тренер «Авангарда» (1960, с июля).